# UFC on ESPN: Taira vs. Park
UFC on ESPN: Taira vs. Park (también conocido como UFC on ESPN 71 y UFC Vegas 108) fue un evento de artes marciales mixtas producido por Ultimate Fighting Championship que se llevó a cabo el 2 de agosto de 2025 en el UFC Apex de Enterpise, Nevada, parte del Valle de Las Vegas, Estados Unidos.

## Antecedentes
Está previsto que una pelea de peso mosca entre Amir Albazi y Tatsuro Taira encabece este evento. Sin embargo, una semana antes del evento, Albazi se retiró debido a una lesión y fue reemplazado por el ganador de peso mosca de la temporada 1 de Road to UFC, Park Hyun-sung, quien originalmente estaba programado para competir una semana después contra Steve Erceg.
Se programó una pelea de peso mosca entre el ex campeón de peso mosca de la LFA Felipe Bunes y Andre Lima para este evento. Sin embargo, Lima se retiró de la pelea por razones desconocidas y fue reemplazado por Rafael Estevam.

## Bonificaciones
Los siguientes peleadores recibieron bonificaciones de 50.000 dólares.
- Pelea de la Noche: Chris Duncan vs. Mateusz Rębecki y Esteban Ribovics vs. Elves Brener
- Actuación de la Noche: No se otorga ninguna bonificación.